# Natalia Kaczmarek
Natalia Maria Kaczmarek (Drezdenko, 17 januari 1998) is een atlete uit Polen, die zich heeft gespecialiseerd in de 400 m. Haar voornaamste successen boekte zij overigens als lid van een estafetteploeg, met als belangrijkste resultaat de gouden medaille op de Olympische Spelen van 2020 in Tokio met het gemengde team op de 4 × 400 m estafette. Daarnaast veroverde zij ook nog eens een zilveren medaille op de klassieke 4 × 400 m estafette.

## Loopbaan

### Eerste resultaten als junior
Kaczmarek deed haar eerste internationale ervaring op in 2015. Ze nam toen deel aan de wereldkampioenschappen U18 in Cali. Reeds toen al bleek dat zij haar voornaamste successen in estafetteverband zou moeten trachten te boeken. Want terwijl zij op de individuele 400 m in de halve finale strandde, werd zij op de 4 × 400 m gemengd als lid van het Poolse team vijfde. Eenzelfde ervaring deed zij een jaar later op bij de WK U20 in Bydgoszcz. Ook hier haalde zij op de 400 m de finale niet, maar eindigde zij met de Poolse ploeg op de 4 × 400 m als zesde. In 2017 volgde deelname aan de Europese kampioenschappen U20 in Grosseto. Hier slaagde zij er wel in om op de 400 m de finale te halen, waarin zij als zevende finishte. Met de estafetteploeg werd zij op de 4 × 400 m vierde.

### Vaste plaats in estafetteteams
De keuze om Kaczmarek in haar eerste seniorenjaar gelijk op te stellen in de series van de 4 × 400 m tijdens de wereldindoorkampioenschappen van 2018 in Birmingham was dus alleszins begrijpelijk en had succes. Want in de finale veroverde het Poolse viertal de zilveren medaille en vestigde met 3.26,09 bovendien een nationaal indoorrecord. Vervolgens werd deze tactiek herhaald op de Europese kampioenschappen in Berlijn en die droeg daar zelfs bij tot het veroveren van de Europese titel op dit onderdeel.
In 2019 had Kaczmarek zich zover ontwikkeld, dat zij nu ook op de individuele 400 m tot de medaillekandidaten ging behoren. Dat bewees zij op de EK U23 in Gävle door daar in 52,34 s zelfs het goud voor zich op te eisen, waarna zij als lid van de Poolse estafetteploeg op de 4 × 400 m daar een tweede gouden medaille aan toevoegde. Een week later zat er op de WK U20 in Bydgoszcz echter weer niet meer in dan een halve finale op de 400 m en een zesde plaats op de 4 × 400 m. Twee grote toernooien in een week tijd, dat was klaarblijkelijk nog net iets te veel van het goede.
Bij de Europese indoorkampioenschappen in 2021 liep ze met het Pools estafette-team op de 4 x 400 m naar een derde plaats. Bij de World Athletics Relays 2021 liep Kaczmarek in 3.28,81 naar een zilveren medaille.
Op de Olympische Spelen van Tokio in 2021 liep Kaczmarek op de 400 m, de 4 x 400 m estafette voor vrouwen, en op de 4 x 400 meter estafette gemengd. Met het vrouwen-estafette-team behaalde ze de zilveren medaille op de 4 x 400 m, met het gemengde estafette-team liepen ze naar een gouden medaille.

## Titels
- Olympisch kampioene 4 × 400 m gemengd - 2020
- Europees kampioene 400 m - 2024
- Pools kampioene 200 m - 2023
- Pools kampioene 400 m - 2021, 2022, 2023
- Pools kampioene 4 × 400 m - 2019
- Pools indoorkampioene 400 m - 2023
- Europees kampioene U23 400 m - 2019
- Europees kampioene U23 4 × 400 m - 2020

## Persoonlijke records
Outdoor
| Onderdeel    | Prestatie          | Datum            | Plaats              |
| ------------ | ------------------ | ---------------- | ------------------- |
| 100 m        | 11,54 s (+1,2 m/s) | 27 januari 2024  | Pretoria            |
| 200 m        | 22,86 s (+1,4 m/s) | 29 juli 2023     | Gorzów Wielkopolski |
| 300 m        | 35,52 s (BNP)      | 30 januari 2024  | Potchefstroom       |
| 400 m        | 48,98 s (NR)       | 10 juni 2024     | Rome                |
| 400 m horden | 59,28 s            | 1 september 2018 | Inowrocław          |

Indoor
| Onderdeel | Prestatie     | Datum            | Plaats |
| --------- | ------------- | ---------------- | ------ |
| 200 m     | 23,30 s       | 4 februari 2023  | Toruń  |
| 300 m     | 36,20 s (BNP) | 5 februari 2022  | Spała  |
| 400 m     | 50,83 s (NR)  | 19 februari 2023 | Toruń  |

## Palmares

### 200 m
- 2023:  Poolse kamp. - 22,86 s

### 400 m
- 2017: 7e EK U20 te Grosseto - 54,27 s
- 2019:  EK U23 te Gävle - 52,34 s
- 2019: 6e in ½ fin. WK U20 te Bydgoszcz - 54,32 s
- 2021:  Poolse kamp. - 50,72 s
- 2022:  Poolse kamp. - 51,25 s
- 2022:  EK München - 49,94 s
- 2023:  Poolse indoorkamp. - 50,83 s
- 2023:  Poolse kamp. - 51,86 s
- 2023:  WK - 49,57 s
- 2024:  Golden Spike Ostrava - 50,09 s
- 2024:  EK - 48,98 s (NR)

Diamond League-podiumplaatsen
- 2022:  Meeting de Paris - 50,24 s
- 2022:  Kamila Skolimowska Memorial - 49,86 s
- 2023:  Qatar Athletic Super Grand Prix - 51,64 s
- 2023:  Golden Gala te Florence - 50,41 s
- 2023:  Kamila Skolimowska Memorial - 49,48 s
- 2023:  Herculis - 49,63 s
- 2023:  Prefontaine Classic - 50,38 s
- 2024:  Bislett Games - 49,80 s

### 4 x 400 m
- 2016: 6e WK U20 te Bydgoszcz - 3.36,95
- 2017: 4e EK U20 - 3.34,48
- 2018:  WK indoor - 3.26,09[2]
- 2018:  EK - 3.26,59[3]
- 2019:  EK U23 - 3.32,56
- 2019: 6e WK U20 te Bydgoszcz - 3.36,95
- 2020:  Poolse kamp. - 3.36,83
- 2021:  EK indoor - 3.29,94
- 2021:  World Athletics Relays - 3.28,81
- 2021:  OS - 3.20,53 (NR)
- 2022:  WK indoor - 3.28,59
- 2022:  EK - 3.21,68
- 2023: 6e WK - 3.24,93
- 2024:  World Athletics Relays - 3.24,71

### 4 x 400 m gemengd
- 2015: 5e WK U18 te Cali - 3.24,64
- 2021:  OS - 3.09,87 (AR)
- 2022: 4e WK in Eugene – 3.12,31
- 2023: 6e WK - 3.24,93

2020: Karol Zalewski, Natalia Kaczmarek, Justyna Święty-Ersetic, Kajetan Duszyński · 
2024: Eugene Omalla, Lieke Klaver, Isaya Klein Ikkink, Femke Bol
- World Athletics: 14642563